# Контрада Сан Марко (Козенца)
Контрада Сан Марко је насеље у Италији у округу Козенца, региону Калабрија.
Према процени из 2011. у насељу је живело 157 становника. Насеље се налази на надморској висини од 564 м.